# Christian Bourgeois
Christian Bourgeois (Saint-Leu-la-Forêt, 26 de agosto de 1944) fue un piloto de motociclismo francés que compitió en el Campeonato del Mundo de Motociclismo entre 1970 y 1976.

## Biografía
Los inicios de Bourgeois comenzó el Campeonato de Francia en 250 y 350cc y varios otros eventos con una Ducati. En 1969, participó en su primer Bol d'Or y compartió la moto de una Triumph Dresda 650 con Georges Mallet. En 1970 debutó en el Campeonato del Mundo de Motociclismo con la disputa del Gran Premio de Francia de 250cc donde acabó en décimo lugar.
Durante la temporada de 1971, cuenta con la ayuda de su mecánico Christian Maingret. Con él gana el Campeonato de Francia, ya que captura dos nuevos títulos y logra batir algunos de los récords previamente establecidos por Georges Monneret. En la Bol d'Or de 1971 Bourgeois se asoció a Thierry Tchernine con una Japauto 969. Pero ambos conductores terminan sin clasificar.
En 1972, ficha por el equipo de Sonauto que le confía el mando de varias Yamaha. En el Mundial solo corre unos pocos Grandes Premios, pero logra anotar puntos en las tres categorías en las que participa e incluso logró la hazaña de perseguir al gran Giacomo Agostini en el Gran Premio de Francia.
En la siguiente temporada, Bourgeois decidió centrarse en el mundial. Al mismo tiempo, está compitiendo en el Campeonato de Francia, donde se enfrenta a una feroz competencia de jóvenes pilotos prometedores como Michel Rougerie, Patrick Pons y Christian Léon. Sin embargo, Christian Bourgeois se alza con un nuevo título de Campeón de Francia. En el Mundial, logró grandes actuaciones, incluido un tercer lugar en el Gran Premio de los Países Bajos.
En 1974 realizó buenas apariciones en el Mundial pero se cierra con un terrible accidente en Imola, donde Christian Bourgeois golpea una pared a toda velocidad debido a un fallo en el freno. Gravemente herido, se despide por un tiempo de los circuitos. El siguiente año se centra en la categoría de 750cc. Una temporada bastante discreta, aunque terminaría cuarto en el Campeonato de Europa. En 1976, se centraba en el mundo de la resistencia junto con el equipo Ducati. Sin embargo, los resultados no son brillantes ya que la máquina italiana finalmente no es confiable.
En 1977, Christian Bourgeois decidió abandonar los circuitos para dedicarse a otros proyectos. Está particularmente involucrado en el diseño de una empresa de creación de máquinas de carreras completamente francesa llamada CBR (Christian Bourgeois Racing). Esta moto de 350 cc y tres cilindros corre algunas carreras, pero un accidente pone fin a su carrera deportiva prematuramente. En 1991, se puso al frente del equipo oficial de carreras Kawasaki Endurance en 1991 y en 2002, tomó el timón de Kawasaki Europa, donde se centra en el motos para el Campeonato Mundial de Supersport y Superbikes.

## Resultados en el Campeonato del Mundo
Sistema de puntuación desde 1969 hasta 1987:
| Posición | 1.º | 2.º | 3.º | 4.º | 5.º | 6.º | 7.º | 8.º | 9.º | 10.º |
| Puntos   | 15  | 12  | 10  | 8   | 6   | 5   | 4   | 3   | 2   | 1    |

### Carreras por año
(Carreras en negrita indica pole position, carreras en cursiva indica vuelta rápida)
| Año  | Cat.  | Equipo | 1       | 2       | 3       | 4       | 5       | 6     | 7      | 8       | 9       | 10      | 11      | 12      | 13    | Pts. | Pos. |
| ---- | ----- | ------ | ------- | ------- | ------- | ------- | ------- | ----- | ------ | ------- | ------- | ------- | ------- | ------- | ----- | ---- | ---- |
| 1970 | 250cc | Yamaha | GER -   | FRA 10  | YUG -   | IOM -   | NED -   | BEL - | DDR -  | CZE -   | FIN -   | ULS -   | NAT -   | ESP -   |       | 1    | 46.º |
| 1971 | 250cc | Yamaha | AUT -   | GER -   | IOM -   | NED Ret | BEL -   | DDR - | CZE -  | SWE -   | FIN -   | ULS -   | NAT -   | ESP -   |       | 0    | -    |
| 1972 | 250cc | Yamaha | GER -   | FRA 8   | AUT -   | NAT -   | IOM -   | YUG - | NED -  | BEL -   | DDR -   | CZE -   | SWE -   | FIN -   | ESP - | 3    | 34.º |
| 1972 | 350cc | Yamaha | GER 11  | FRA Ret | AUT -   | NAT -   | IOM -   | YUG - | NED 10 |         | DDR -   | CZE -   | SWE -   | FIN -   | ESP - | 1    | 37.º |
| 1972 | 500cc | Yamaha | GER Ret | FRA 2   | AUT 5   | NAT -   | IOM -   | YUG - | NED -  | BEL 9   | DDR -   | CZE -   | SWE -   | FIN -   | ESP - | 20   | 12.º |
| 1973 | 250cc | Yamaha | FRA 14  | AUT -   | GER -   |         | IOM -   | YUG - | NED 9  | BEL 5   | CZE Ret | SWE Ret | FIN 4   | ESP -   |       | 16   | 15.º |
| 1973 | 500cc | Yamaha | FRA DNS | AUT -   | GER -   |         | IOM -   | YUG - | NED 3  | BEL Ret | CZE Ret | SWE 6   | FIN 9   | ESP Ret |       | 17   | 12.º |
| 1974 | 250cc | Yamaha |         | GER -   |         | NAT Ret | IOM -   | NED - | BEL -  | SWE Ret | FIN -   | CZE Ret | YUG -   | ESP -   |       | 0    | -    |
| 1974 | 350cc | Yamaha | FRA 3   | GER Ret | AUT 10  | NAT Ret | IOM -   | NED - |        | SWE Ret | FIN -   |         | YUG -   | ESP -   |       | 11   | 19.º |
| 1974 | 500cc | Yamaha | FRA Ret | GER Ret | AUT Ret | NAT Ret | IOM -   | NED - | BEL -  | SWE -   | FIN -   | CZE 23  |         |         |       | 0    | -    |
| 1975 | 350cc | Yamaha | FRA Ret | ESP -   | AUT -   | GER -   | NAT Ret | YUG - | IOM -  | NED -   |         |         | FIN -   | CZE -   | YUG - | 0    | -    |
| 1975 | 500cc | Yamaha | FRA 15  |         | AUT -   | GER -   | NAT -   |       | IOM -  | NED -   | BEL -   | SWE -   | FIN -   | CZE -   |       | 0    | -    |
| 1976 | 350cc | Yamaha | FRA 15  | AUT -   | NAT -   | YUG -   | IOM 3   | NED - |        |         | FIN -   | CZE -   | GER Ret | ESP -   |       | 0    | -    |
| 1976 | 500cc | Yamaha | FRA -   | AUT -   | NAT -   |         | IOM -   | NED - | BEL -  | SWE -   | FIN -   | CZE -   | GER 8   |         |       | 3    | 38.º |